# Futbolen Klub NSA Sofia
Il Futbolen Klub NSA Sofia è una squadra di calcio di femminile bulgara, sezione dell'Accademia Nazionale dello Sport Vassil Levski di Sofia, pluricampione di Bulgaria.

## Palmarès
- Campionato bulgaro femminile: 20

1990-1991, 2004-2005, 2005-2006, 2006-2007, 2007-2008, 2008-2009, 2009-2010, 2010-2011, 2011-2012, 2012-2013, 2013-2014,, 2014-2015, 2015-2016, 2016-2017, 2017-2018, 2018-2019, 2019-2020, 2020-2021, 2023-2024, 2024-2025
- Coppa di Bulgaria: 12

1991-1992, 1993-1994, 1996-1997, 2000-2001, 2003-2004, 2006-2007, 2007-2008, 2008-2009, 2009-2010, 2001-2012, 2012-2013, 2013-2014

## Statistiche

### Risultati nelle competizioni UEFA
| Stagione | Competizione     | Fase                       | Avversario               | Risultato                   | Risultato                   | Risultato                   |
| Stagione | Competizione     | Fase                       | Avversario               | andata                      | ritorno                     | aggregato                   |
| -------- | ---------------- | -------------------------- | ------------------------ | --------------------------- | --------------------------- | --------------------------- |
| 2005-06  | UEFA Women's Cup | fase a gironi, primo turno | Alma KTZh                | 0-5                         | 0-5                         | 0-5                         |
| 2005-06  | UEFA Women's Cup | fase a gironi, primo turno | Aegina                   | 3-1                         | 3-1                         | 3-1                         |
| 2005-06  | UEFA Women's Cup | fase a gironi, primo turno | MTK Hungária             | 1–1                         | 1–1                         | 1–1                         |
| 2006-07  | UEFA Women's Cup | fase a gironi, primo turno | Narta Chisinau           | 3-1                         | 3-1                         | 3-1                         |
| 2006-07  | UEFA Women's Cup | fase a gironi, primo turno | 1. FC Femina             | 0-1                         | 0-1                         | 0-1                         |
| 2006-07  | UEFA Women's Cup | fase a gironi, primo turno | Gömrükçü Baku            | 7-0                         | 7-0                         | 7-0                         |
| 2007-08  | UEFA Women's Cup | fase a gironi, primo turno | Pärnu                    | 3-1                         | 3-1                         | 3-1                         |
| 2007-08  | UEFA Women's Cup | fase a gironi, primo turno | PAOK Salonicco           | 2–2                         | 2–2                         | 2–2                         |
| 2007-08  | UEFA Women's Cup | fase a gironi, primo turno | Universitet Vitebsk      | 0-2                         | 0-2                         | 0-2                         |
| 2008-09  | UEFA Women's Cup | fase a gironi, primo turno | Honka Espoo              | 0-6                         | 0-6                         | 0-6                         |
| 2008-09  | UEFA Women's Cup | fase a gironi, primo turno | Røa                      | 0-7                         | 0-7                         | 0-7                         |
| 2008-09  | UEFA Women's Cup | fase a gironi, primo turno | Iveria Khashuri          | ritirata dalla competizione | ritirata dalla competizione | ritirata dalla competizione |
| 2009-10  | Champions League | gironi di qualificazione   | Tikvesanka               | 5-0                         | 5-0                         | 5-0                         |
| 2009-10  | Champions League | gironi di qualificazione   | KÍ Klaksvík              | 2-1                         | 2-1                         | 2-1                         |
| 2009-10  | Champions League | gironi di qualificazione   | Montpellier              | 0-3                         | 0-3                         | 0-3                         |
| 2010-11  | Champions League | gironi di qualificazione   | Gazi Üniversitesi        | 7-0                         | 7-0                         | 7-0                         |
| 2010-11  | Champions League | gironi di qualificazione   | Roma Calfa               | 4-0                         | 4-0                         | 4-0                         |
| 2010-11  | Champions League | gironi di qualificazione   | Brøndby                  | 0-3                         | 0-3                         | 0-3                         |
| 2011-12  | Champions League | gironi di qualificazione   | Osijek                   | 1-1                         | 1-1                         | 1-1                         |
| 2011-12  | Champions League | gironi di qualificazione   | Crusaders Strikers       | 1–0                         | 1–0                         | 1–0                         |
| 2011-12  | Champions League | gironi di qualificazione   | Bobruichanka             | 0-3                         | 0-3                         | 0-3                         |
| 2012-13  | Champions League | gironi di qualificazione   | Spartak Subotica         | 0-7                         | 0-7                         | 0-7                         |
| 2012-13  | Champions League | gironi di qualificazione   | Pärnu                    | 2-0                         | 2-0                         | 2-0                         |
| 2012-13  | Champions League | gironi di qualificazione   | BIIK Kazygurt            | 0-4                         | 0-4                         | 0-4                         |
| 2013-14  | Champions League | gironi di qualificazione   | Konak                    | 0-2                         | 0-2                         | 0-2                         |
| 2013-14  | Champions League | gironi di qualificazione   | Cardiff City             | 2–0                         | 2–0                         | 2–0                         |
| 2013-14  | Champions League | gironi di qualificazione   | SFK 2000                 | 2–3                         | 2–3                         | 2–3                         |
| 2014-15  | Champions League | gironi di qualificazione   | Hibernians               | 5-0                         | 5-0                         | 5-0                         |
| 2014-15  | Champions League | gironi di qualificazione   | Raheny United            | 0-2                         | 0-2                         | 0-2                         |
| 2014-15  | Champions League | gironi di qualificazione   | Olimpia Cluj             | 1-4                         | 1-4                         | 1-4                         |
| 2015-16  | Champions League | gironi di qualificazione   | Dragon 2014              | 6-0                         | 6-0                         | 6-0                         |
| 2015-16  | Champions League | gironi di qualificazione   | Glentoran Belfast United | 2-1                         | 2-1                         | 2-1                         |
| 2015-16  | Champions League | gironi di qualificazione   | PAOK Salonicco           | 0-4                         | 0-4                         | 0-4                         |
| 2016-17  | Champions League | gironi di qualificazione   | Cardiff Metropolitan     | 0-4                         | 0-4                         | 0-4                         |
| 2016-17  | Champions League | gironi di qualificazione   | Breiðablik               | 0-5                         | 0-5                         | 0-5                         |
| 2016-17  | Champions League | gironi di qualificazione   | Spartak Subotica         | 0-2                         | 0-2                         | 0-2                         |
| 2017-18  | Champions League | gironi di qualificazione   | Apollōn Lemesou          | 0-4                         | 0-4                         | 0-4                         |
| 2017-18  | Champions League | gironi di qualificazione   | Sturm Graz               | 1-3                         | 1-3                         | 1-3                         |
| 2017-18  | Champions League | gironi di qualificazione   | Noroc Nimoreni           | 1-0                         | 1-0                         | 1-0                         |

## Organico

### Rosa 2017-2018
Rosa e numeri come da sito UEFA.
| N. |                               | Ruolo | Calciatrice         |
| -- | ----------------------------- | ----- | ------------------- |
| 1  | Macedonia del Nord (bandiera) | P     | Viktorija Doneva    |
| 2  | Bulgaria (bandiera)           | D     | Nikoleta Boycheva   |
| 3  | Bulgaria (bandiera)           | D     | Monika Razhgeva     |
| 4  | Bulgaria (bandiera)           | C     | Stanislava Tsekova  |
| 5  | Bulgaria (bandiera)           | D     | Viktoriya Mitova    |
| 6  | Bulgaria (bandiera)           | C     | Yoana Papazova      |
| 7  | Bulgaria (bandiera)           | C     | Inna Dimova         |
| 8  | Bulgaria (bandiera)           | C     | Silvia Radoyska     |
| 9  | Bulgaria (bandiera)           | A     | Aleksandra Goranova |
| 10 | Bulgaria (bandiera)           | C     | Diana Petrakieva    |
| 11 | Bulgaria (bandiera)           | A     | Velina Koshuleva    |

| N. |                     | Ruolo | Calciatrice           |
| -- | ------------------- | ----- | --------------------- |
| 12 | Bulgaria (bandiera) | P     | Mariya Keleva         |
| 14 | Bulgaria (bandiera) | D     | Nelly Atanasova       |
| 15 | Bulgaria (bandiera) | C     | Gergana Petkova       |
| 16 | Bulgaria (bandiera) | C     | Lidiya Nacheva        |
| 17 | Bulgaria (bandiera) | D     | Yanitsa Ivanova       |
| 18 | Bulgaria (bandiera) | D     | Nikoleta Karakoleva   |
| 19 | Bulgaria (bandiera) | C     | Teya Penkova          |
| 20 | Bulgaria (bandiera) | A     | Valentina Gospodinova |
| 21 | Bulgaria (bandiera) | A     | Yuliana Aleksandrova  |
| 22 | Bulgaria (bandiera) | C     | Ivana Naydenova       |